# Walter von Bülow-Bothkamp
Walter von Bülow-Bothkamp, né le 24 avril 1894 vers Eckernförde et mort au combat le 6 janvier 1918 vers Ypres, est un noble et pilote de chasse allemand.
Il est crédité de 28 victoires pendant la Première Guerre mondiale, il est décoré d'un Pour le Mérite et de la croix de fer. Il fait partie de l'ordre militaire de Saint-Henri.
Il est le frère de l'as allemand Harry von Bülow-Bothkamp.

## Biographie
Walter von Bülow-Bothkamp est issu de la branche de Bothkamp de la famille noble von Bülow. Il passe son baccalauréat en 1912 au lycée du château de Plön (de) et visite la Grande-Bretagne et la Suisse. Il étudie ensuite le droit à l'université de Heidelberg, où il rejoint le Corps Vandalia Heidelberg (de) en 1913.